# Жидилягин, Василий Филатович
Василий Филатович Жиделягин (также Жидилягин) (10 января 1903, с. Черкасское, Пензенская губ. — 1942, Магадан) — советский государственный деятель, председатель исполнительного комитета Архангельского областного Совета.

## Биография
Член ВКП(б). Закончил институт внешней торговли. С 14 июля 1938 года по март 1939 года — председатель исполнительного комитета Архангельского областного Совета. В марте 1939 года в тресте «Северолес», начальник сектора внутреннего сбыта. Жил в Архангельске на пр. Сталинских ударников (набережная Северной Двины), д. 87, кв. 2.
9 марта 1939 г. арестован, 28 мая 1939 г. осуждён по ст. 58-7 к 20+5 годам лишения свободы. Определением ВС РСФСР от 08 октября 1939 г. обвинение переквалифицировано и приговор заменен на 3 года лагерей. Умер в лагере.
Реабилитирован 24 мая 1957 г.